# حادثه کاننا

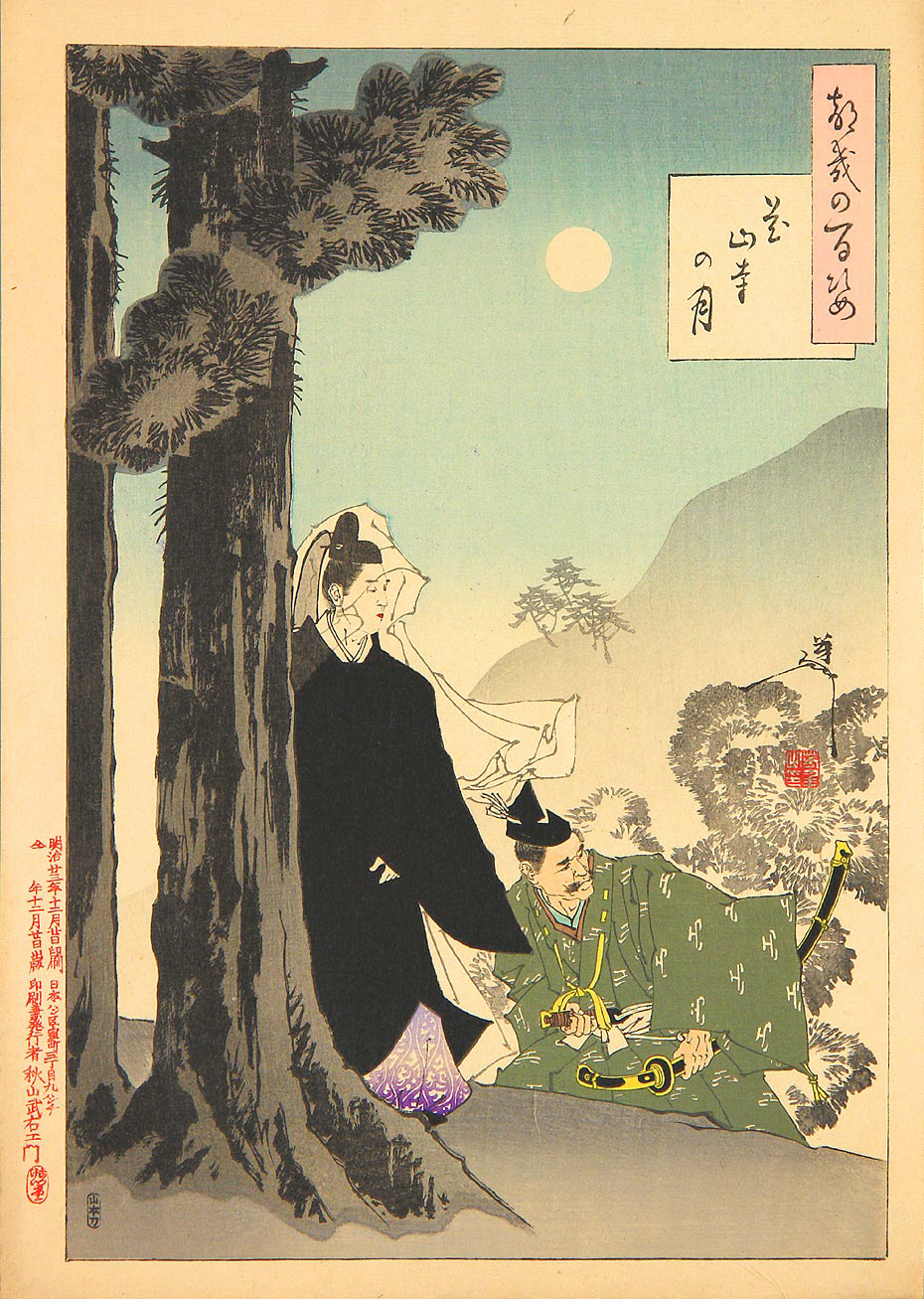
تصویری خیالی از امپراتور کازان نقاشی شده توسط تسوکی‌اوکا یوشی‌توشی

حادثه کاننا (به ژاپنی: 寛和の変 かんなのへん)، اشاره به کناره‌گیری امپراتور کازان از سلطنت و راهب شدن او، و تحولات سیاسی همراه با آن دارد.
پس از به سلطنت رسیدن، امپراتور کازان با کمک خویشاوند مادری خود فوجیوارا  نو یوشیچیکا، سیاست‌های جدیدی را تدوین کرد، اما در ۱۸ ژوئیه سال اول کاننا (دوره) (۷ اوت ۹۸۵)، امپراتور کازان پس از مرگ ناگهانی همسرش، فوجیوارا نو یوشیکو که باردار نیز بود سلامت روانی خود را از دست داد. او شروع به فکر کردن به راهب شدن کرد. فوجیوارا نو کانه‌ایهی، وزیر راست، که پدربزرگ مادری ولیعهد، شاهزاده امپراتوری کاینهیتو (امپراتور ایچیجو) بود، برای تسریع در به قدرت رسیدن نوه خود، ولیعهد، و انتصاب خود به عنوان نایب السلطنه نقشه کشید برای اینکه امپراتور کناره‌گیری کند و به مقام راهبی بپردازد.
در سحرگاه ۲۳ ژوئن سال دوم کاننا (دوره) یا سال ۹۸۶ میلادی، امپراتور کازان پس از توصیه فوجیوارا نو میچیکانه، کاخ امپراتوری را ترک کرد و به سمت معبد گانگیو در یاماشینا، کیوتو حرکت کرد. پس از تأیید این موضوع، فوجیوارا نو کانه‌ایه سه گنجینه مقدس ژاپن باقی مانده در سیرودن ja:清涼殿 را به گیوکاشا ja:凝花舎، محل اقامت ولیعهد منتقل کرد و دروازه‌های کاخ امپراتوری را مسدود کرد. فوجیوارا نو یوشیچیکا از این وضعیت مطلع نشد و امپراتور قبلاً در معبد معبد گانگیو راهب شده بود و پس از آگاهی فوجیوارا نو یوشیچیکا به همراه دستیار نزدیکش فوجیوارا نو کوره‌ناری نیز در معبد گانگیو کشیش شدند. علاوه بر این، فوجیوارا نو یوریتادا، که در آن زمان کانپاکو بود، موقعیت خود را به عنوان «سکّان» (نایب‌السلطنه) نیز از دست داد و عملاً خلع شد.
شاهزاده امپراتوری کاهیتو به عنوان امپراتور ایچیجو بر تخت نشست و پدربزرگ مادری او فوجیوارا نو کانه‌ایه نایب‌السلطنه شد. این نقطه عطفی در تاریخ سیاست سککان یا سشو بود، زیرا کانه‌ایه رسم قبلی را زیر پا گذاشت و از سمت وزیر راست استعفا داد و سابقه ای را برای او ایجاد کرد تا نایب‌السلطنه تمام وقت شود (جدایی وزرا و نایب السلطنه).